# Jean Villot
Jean-Marie Kardinal Villot (Saint-Amánt-Tallende, Francuska, 11. listopada 1905. – Rim, 9. ožujka 1979.) kardinal Svete Rimske Crkve, nadbiskup Lyona i stalni član Rimske kurije.
Za svećenika je zaređen 1930., a za pomoćnog biskupa Pariza imenovan je 1954. Papa Pavao VI. imenuje ga 1965. nadbiskupom Lyona, a mjesec dana kasnije i kardinalom. U travnju 1967. Papa ga imenuje prefektom Kongregacije za kler, u svibnju 1969. Državnim tajnikom Svete Stolice. Za kratkog pontifikata pape Ivana Pavla I. kardinal Villot podnosi ostavku, no na toj dužnosti ostaje do svoje smrti 1979.